# Радисс, Люсьенна
Люсьенна Эва Луиза Жюстина Радисс (фр. Lucienne-Eva-Louise-Justine Radisse; 4 декабря 1899, Нёйи-сюр-Сен — 17 января 1997, Париж) — французская виолончелистка. Сестра Натали Радисс.
Дочь модного мужского портного Эдуара Радисса и его жены, основательницы школы для девочек в Витри-сюр-Сен, которую окончили и четыре её дочери, включая Люсьенну. Все четыре занимались музыкой.
С пяти лет училась играть на виолончели, в 11 лет поступила в Версальскую консерваторию. Окончив её в 1913 году, некоторое время играла в оркестре парижского Театра «Одеон», затем продолжила образование в Парижской консерватории у Кро Сент-Анжа и Андре Эккинга, окончив курс с отличием в 1918 году. В 1920 году вышла замуж за офицера и литератора Жана Фанниуса, в 1921 и 1922 гг. родила двух сыновей.
Популярность Радисс в середине 1920-х гг. была связана с её частыми выступлениями на первой коммерческой французской радиостанции «Радиола» (с 1924 г. Радио Париж), она также концертировала на ведущих французских курортах (Монте-Карло, Биарриц, Трувиль). В 1923 г. вместе с Натали Журдан-Моранж и Сигизмондом Ярецким стала первой исполнительницей струнного трио Ролана-Манюэля. Выступала в составе семейного фортепианного трио (в том числе турне по Тунису, Алжиру и Марокко с сёстрами Натали и Мадлен), вместе со струнными квартетами Люсьена Капе и Жозефа Кальве, с оркестрами под управлением Филиппа Гобера, Вальтера Страрама и Анри Бюссе. Бюссе посвятил Люсьенне Радисс две пьесы для виолончели и фортепиано, Элегию и Песню (Op. 52, No. 1 и 3). В 1933 г. после развода с первым мужем Радисс вышла замуж за сына Бюссе Ива, который стал её импресарио. На протяжении 1930-х гг. Радисс интенсивно гастролировала по всему миру, посетив за 10 лет 43 страны. В этот же период осуществила ряд записей с сестрой Натали и с Жаном Дуайеном. В 1932 году также снялась в кино, исполнив роль подруги главного героя в фильме Анри Бланка и Андре Люге «Обманщик».
С началом Второй мировой войны Радисс прервала музыкальную карьеру и провела несколько лет в качестве шофёра-добровольца на машинах скорой помощи. Во второй половине 1940-х гг. она возобновила концертную карьеру, особенно часто выступая в США. С 1953 г. на протяжении полутора десятилетий была ассистенткой в классе Андре Наварра в Парижской консерватории. Последнее концертное турне совершила в 1975 году по Центральной Африке.